# Icelandair
Icelandair és una companyia aèria d'Islàndia, amb l'oficina central corporativa a l'Aeroport de Reykjavík. Forma part del Grup Icelandair i opera cap a destinacions a banda i banda de l'oceà Atlàntic des del seu hub principal a l'aeroport internacional de Keflavík. La posició geogràfica d'Islàndia li permet dur a terme vols transatlàntics sense parades, un element que és un pilar de l'estratègia comercial de la companyia aèria, juntament amb el trànsit dins, cap a o fins al país.